# Annick J. van de Geest-Vogelaar
Annick van de Geest-Vogelaar (1942) is een Nederlands ondernemer.
Vogelaar begon haar carrière bij de reisorganisatie International Tour Center / Shell.
Vogelaar was vanaf de start in 1973 bij Vrij Uit in dienst. In 1978 werd zij er adjunct-directeur, in 1983 directeur. In 1987 werd zij als directeur van Vrij Uit Reizen verkozen tot Zakenvrouw van het jaar, ook wel Prix Veuve Clicquot genoemd. Na het winnen van die prijs kreeg zij de titel algemeen directeur, die eerder voor haar als vrouw niet was weggelegd. Vrij Uit, een volle dochter van de ANWB, was onder haar handen uitgegroeid tot een van de grootste reisorganisaties in Nederland.
In 2015 sloot zij zich als zelfstandig reisadviseur aan bij de Duitse organisatie Amondo.

## Privé
Van de Geest groeide op in Brabant in een boerenfamilie. Na haar middelbare school wil van de Geest naar de hotelschool in Duitsland, maar haar vader stuurt haar eerst naar Duitsland om ervaring op te doen in de horeca. Hier werkt ze zich op tot keukenhulp, waarna ze als serveerster naar een Zwitsers sterrenhotel gaat. In 1988 trouwde zij. Vijf jaar later veranderde zij haar naam in Van de Geest-Vogelaar.